# Броневский, Владислав
Влади́слав Броне́вский (пол. Władysław Broniewski; 17 декабря 1897, Плоцк — 10 февраля 1962, Варшава) — польский поэт, переводчик и редактор.

## Биография
Учился в гимназии в Плоцке. В 1915 вступил в польские легионы Ю. Пилсудского и в их составе участвовал в Первой мировой войне. За участие в организованном массовом отказе легионеров принимать присягу на верность германскому государству в 1917 году был, как и другие участники, интернирован. После освобождения из лагеря экстерном сдал экзамен на аттестат зрелости и поступил в Варшавский университет. Одновременно участвовал в конспиративной деятельности Польской военной организации.
Затем Броневский участвовал в советско-польской войне, был награждён орденом Virtuti Militari и четырежды — Крестом Храбрых. Демобилизовался в 1921 году в звании капитана.
В 1925 году Броневский вместе со Станде и Вандурским опубликовал поэтический бюллетень «Три залпа», ставший манифестом революционной поэзии, поддерживающей борьбу пролетариата. Броневский открыто выражал недовольство установившимся в Польше режимом, подвергался преследованиям властей, в 1931 году был арестован (вместе с Александром Ватом), но вскоре был освобождён.
После воссоединения западной Украины с СССР в 1939 году сотрудничал в коммунистической печати, однако в январе 1940 был арестован во Львове органами НКВД вместе с Александром Ватом и ещё несколькими польскими поэтами. Польский график Францишек Парецкий дал такие показания против Броневского: «После прихода во Львов Красной армии в октябре 1939 года БРОНЕВСКИЙ написал стих под названием „Польский жовнер“ („Польский солдат“), в котором он выразил грусть и печаль по поводу того, что не стало Польши как самостоятельного государства, нет уже солдат с орлами, что польские солдаты сидят и плачут, глядя на других, чужих солдат…»
В 1941 году Броневский был перевезён в Москву, находился в тюрьме НКВД на Лубянке. После нападения Германии на СССР был перевезен в тюрьму в Саратове, где был осенью 1941 года был освобождён, вскоре вступил в Армию Андерса. В 1942 году в её составе прибыл в Иран, через Ирак попал в Палестину, тогда еще подмандатную территорию Великобритании. С 1943 года был техническим редактором польского журнала «В пути», выходившего в Иерусалиме. В Польшу вернулся в 1945 году, после некоторых колебаний.
Кроме стихов на актуальные политические темы, Броневский писал стихи, ставшие реакцией на его личные трагедии — смерть в 1947 году жены, писательницы и актрисы Марии Зарембинской, прошедшей Освенцим, и смерть в 1954 году дочери, кинорежиссёра Иоанны Броневской-Козицкой, которая погибла от отравления газом (есть версия, что это было самоубийство).
Лауреат государственной премии (1950 и 1955).
Похоронен на кладбище Воинское Повонзки.
В Польше — два музея В. Броневского: в Плоцке и в Варшаве. Изданы том воспоминаний и эссе о Броневском (Варшава, 1978), два тома писем к Броневскому 1915—1939 (Варшава, 1981), дневник Броневского 1918—1922 (Варшава, 1987).

## Творчество
Первый сборник стихов «Wiatraki» («Ветряные мельницы», 1925). В 1925 издал совместно с В. Вандурским и Ст. Станде программный манифест пролетарской поэзии «Trzy salwy» («Три залпа»). В творчестве 1920—1930-х годов обнаруживаются идеи революционной борьбы, пролетарского интернационализма, антифашизма (сборник «Dymy nad miastem» («Дымы над городом», 1926; конфискованная цензурой поэма «Парижская Коммуна», 1929; сборники «Troska i pieśń» («Печаль и песня», 1932; «Krzyk ostateczny» («Последний крик», 1939).
Во время Второй мировой войны издал сборник патриотических стихотворений «Bagnet na broń» («Примкнуть штыки!», 1943), затем книгу лирики «Drzewo rozpaczające» («Дерево отчаяния», 1945).
Автор послевоенных сборников «Nadzieja» («Надежда», 1951), «Anka» («Анка», 1956), поэм «Мазовия» (1951), «Висла» (1953).
Переводил произведения русских классиков («Униженные и оскорблённые», «Белые ночи» Ф. М. Достоевского, «Мёртвые души» Н. В. Гоголя) и советских писателей («Хождения по мукам» А. Н. Толстого), стихотворения В. В. Маяковского, С. А. Есенина, Б. Брехта.
Стихи, написанные Броневским в советской тюрьме, в армии Андерса, и некоторые стихи, написанные в Иерусалиме, долгое время не публиковались в Польше (только за рубежом) и, естественно, не переводились на русский язык.
Лучшее польское издание поэзии В. Броневского (в том числе стихи 1940—1945): W.Broniewski.Poezje 1923—1961. Warszawa.PIW.1995. 556 s. (Составитель и автор предисловия Виктор Ворошильский).

## Стихи в русских переводах
- Броневский В. Печаль и песня. — М.: Государственное издательство «Художественная литература», 1937. — 112 с.
- Поэты-лауреаты народной Польши. Том 2.: Леопольд Стафф, Юлиан Тувим, Ярослав Ивашкевич, Владислав Броневский. — М.: Издательство иностранной литературы, 1954. — 496 с.
- В. Броневский. Стихи. М.Художественная литература.1968.Сост. Т.Агапкина, В.Хорев, предисл. Б.Слуцкий, примеч. В. Хорев. Переводы А. Ахматовой, М. Живова, Л. Мартынова, А.Ревича, Д.Самойлова, Б.Слуцкого и др.
- В. Броневский. Избранное, М., изд. иностранной литературы, 1961.
- Ю. Тувим, В. Броневский, К. И. Галчинский. Избранное. М.: ХЛ, 1975. Сост. Д. Самойлов, Б. Стахеев, предисл. Д. Самойлов, примеч. Б. Стахеев.
- В.Броневский. Из стихотворений 1940—1943 годов. Пер. Н. Астафьевой // Литературное обозрение. 1993. № 5.
- Владислав Броневский. Два голоса, или Поминовение. — М.: Вахазар, 2010. — 906с.